# Yūta Nakayama
Yūta Nakayama (jap. 中山 雄太, Nakayama Yūta; * 16. Februar 1997 in Ryūgasaki, Präfektur Ibaraki) ist ein japanischer Fußballspieler.

## Karriere

### Verein
Nakayama erlernte das Fußballspielen in der Jugendmannschaft von Kashiwa Reysol. Seinen ersten Vertrag unterschrieb er 2015 bei Kashiwa Reysol. Der Verein spielte in der höchsten Liga des Landes, der J1 League. 2015 spielte er 12-mal in der J.League U-22 Selection. Diese Mannschaft, die in der dritten Liga, der J3 League, spielte, setzte sich aus den besten Nachwuchsspielern der höherklassigen Vereine zusammen. Das Team wurde mit Blick auf die Olympischen Sommerspiele 2016 in Rio de Janeiro gegründet. Die Auswahl der Spieler erfolgte auf wöchentlicher Basis aus einem Pool, für den jeder Verein förderungswürdige Talente benennen konnte; die Zusammensetzung der Mannschaft variierte daher sehr stark von Spiel zu Spiel. Für den Verein absolvierte er 76 Erstligaspiele. Am Ende der Saison 2018 stieg der Verein in die J2 League ab.
Im Januar 2019 verpflichtete ihn der niederländische Verein PEC Zwolle. Für Zwolle spielte er dreieinhalb Spielzeiten in der höchsten niederländischen Spielklasse, wo der Verein sich zumeist in der unteren Tabellenhälfte wieder fand. In der Saison 2021/22 stieg Nakayama mit seinem Team als Tabellenletzter in die zweite Liga ab.
Nach dem Abstieg mit PEC Zwolle wechselte der 25-Jährige Mitte Juli 2022 zum englischen Zweitligisten Huddersfield Town und unterschrieb einen bis 2024 gültigen Vertrag. Für den Verein aus Huddersfield bestritt er 37 Ligaspiele. Hierbei schoss er zwei Tore. Mitte August 2024 kehrte er nach Japan zurück. Hier schloss er sich dem Erstligisten FC Machida Zelvia an.

### Nationalmannschaft
Im Jahr 2019 debütierte Nakayama für die japanische Fußballnationalmannschaft.

## Auszeichnungen
- J.League Best Young Player: 2017